# Neocryptodiscus
Neocryptodiscus es un género de plantas herbáceas perteneciente a la familia de las apiáceas.Comprende 3 especies descritas y de estas, las 3 pendientes de aceptar.

## Taxonomía
El género fue descrito por Hedge & Lamond y publicado en Flora Iranica : Flora des Iranischen Hochlandes und der Umrahmenden Gebirge : Persien, Afghanistan, Teile von West-Pakistan, Nord-Iraq, (cont) 162: 207. 1987.

## Especies seleccionadas
A continuación se brinda un listado de las especies del género Neocryptodiscus descritas hasta julio de 2013, ordenadas alfabéticamente. Para cada una se indica el nombre binomial seguido del autor, abreviado según las convenciones y usos.
- Neocryptodiscus ammophilus (Bunge) Hedge & Lamond
- Neocryptodiscus papillaris (Boiss.) Herrnst. & Heyn
- Neocryptodiscus persicus (Boiss.) Hedge & Lamond